# Apogon
Apogon – rodzaj morskich ryb z rodziny apogonowatych (Apogonidae). Hodowane w akwariach morskich. W języku polskim nazwą apogon określany jest również jeden z gatunków tego rodzaju – Apogon imberbis. 

## Występowanie
Ciepłe wody oceaniczne, głównie w rejonach raf koralowych. Niektóre gatunki wpływają do estuariów.

## Klasyfikacja
Gatunki zaliczane do tego rodzaju:
| - Apogon affinis - Apogon albomarginatus - Apogon amboinensis - Apogon americanus - Apogon aterrimus - Apogon atradorsatus - Apogon atricaudus - Apogon atrogaster - Apogon aurolineatus - Apogon axillaris - Apogon binotatus - Apogon brevispinis - Apogon bryx - Apogon campbelli - Apogon capricornis - Apogon capricornis - Apogon catalai - Apogon cathetogramma - Apogon caudicinctus - Apogon chalcius - Apogon cheni - Apogon coccineus - Apogon crassiceps - Apogon cyanotaenia - Apogon dammermani - Apogon deetsie - Apogon dianthus - Apogon diversus - Apogon doederleini - Apogon doryssa - Apogon dovii - Apogon ellioti - Apogon erythrinus - Apogon erythrosoma - Apogon flavus | - Apogon fukuii - Apogon gouldi - Apogon guadalupensis - Apogon hungi - Apogon hyalosoma - Apogon imberbis – apogon - Apogon indicus - Apogon ishigakiensis - Apogon isus - Apogon kautamea - Apogon kominatoensis - Apogon lachneri - Apogon lativittatus - Apogon latus - Apogon leptocaulus - Apogon leslie - Apogon limenus - Apogon lineatus - Apogon maculatus – apogon ognisty - Apogon marquesensis - Apogon melanopterus - Apogon mosavi - Apogon multitaeniatus - Apogon mydrus - Apogon natalensis - Apogon nigripes - Apogon norfolcensis - Apogon notatus - Apogon noumeae - Apogon novaeguineae - Apogon omanensis - Apogon oxina - Apogon pacificus - Apogon pallidofasciatus - Apogon phenax | - Apogon pillionatus - Apogon planifrons - Apogon poecilopterus - Apogon posterofasciatus - Apogon pselion - Apogon pseudomaculatus - Apogon quadrisquamatus - Apogon quartus - Apogon queketti - Apogon quinquestriatus - Apogon radcliffei - Apogon regula - Apogon relativus - Apogon retrosella - Apogon robbyi - Apogon robinsi - Apogon rubellus - Apogon rubrifuscus - Apogon semilineatus - Apogon seminigracaudus - Apogon semiornatus - Apogon septemstriatus - Apogon sinus - Apogon smithi - Apogon spilurus - Apogon striatus - Apogon striatodes - Apogon susanae - Apogon tchefouensis - Apogon townsendi - Apogon truncatus - Apogon unicolor - Apogon unitaeniatus - Apogon victoriae - Apogon wilsoni |

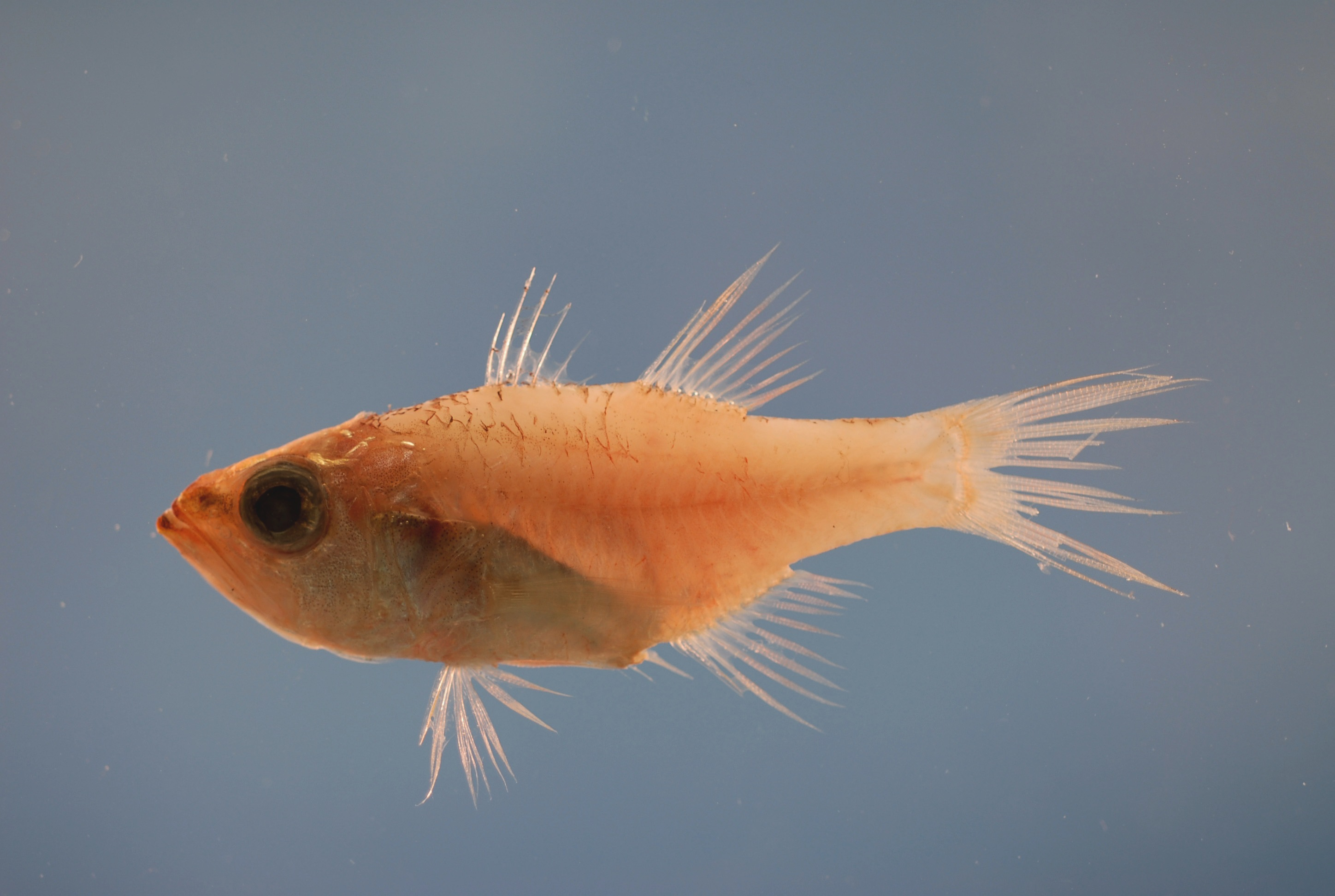
Apogon affinis
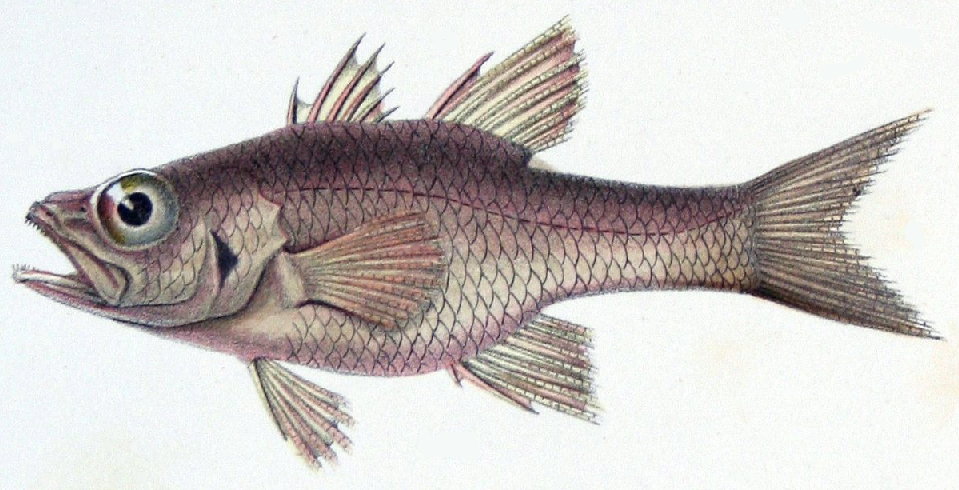
Apogon americanus
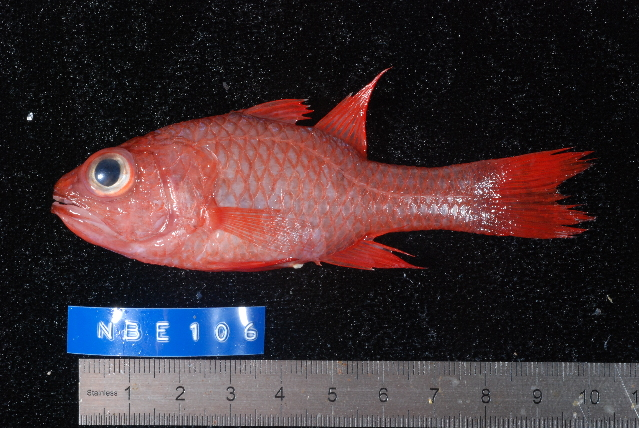
Apogon caudicinctus
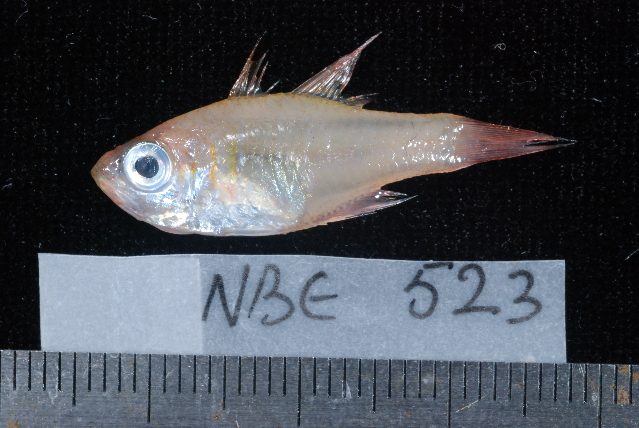
Apogon coccineus
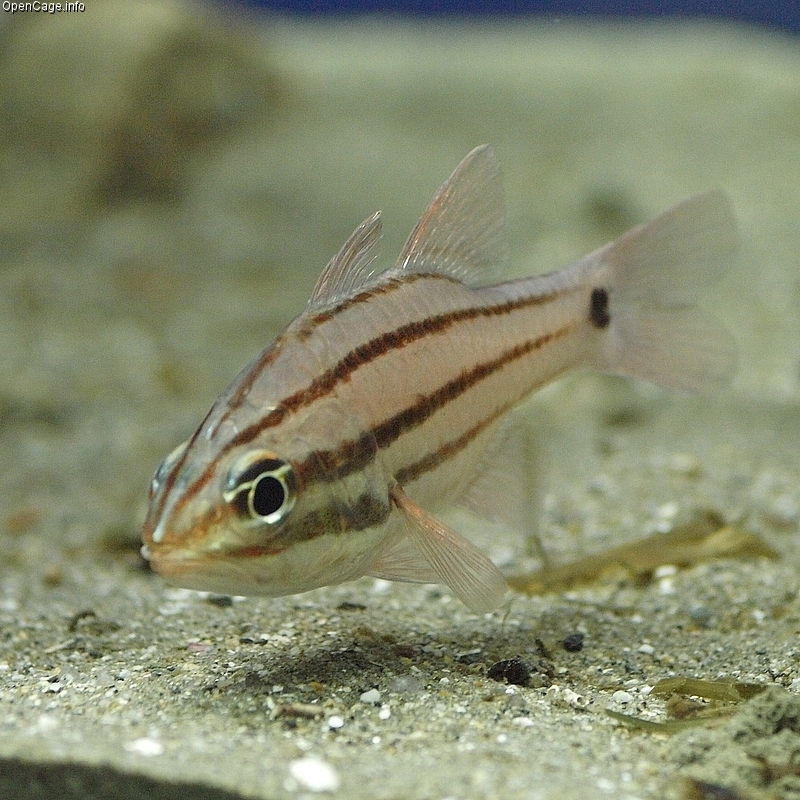
Apogon doederleini
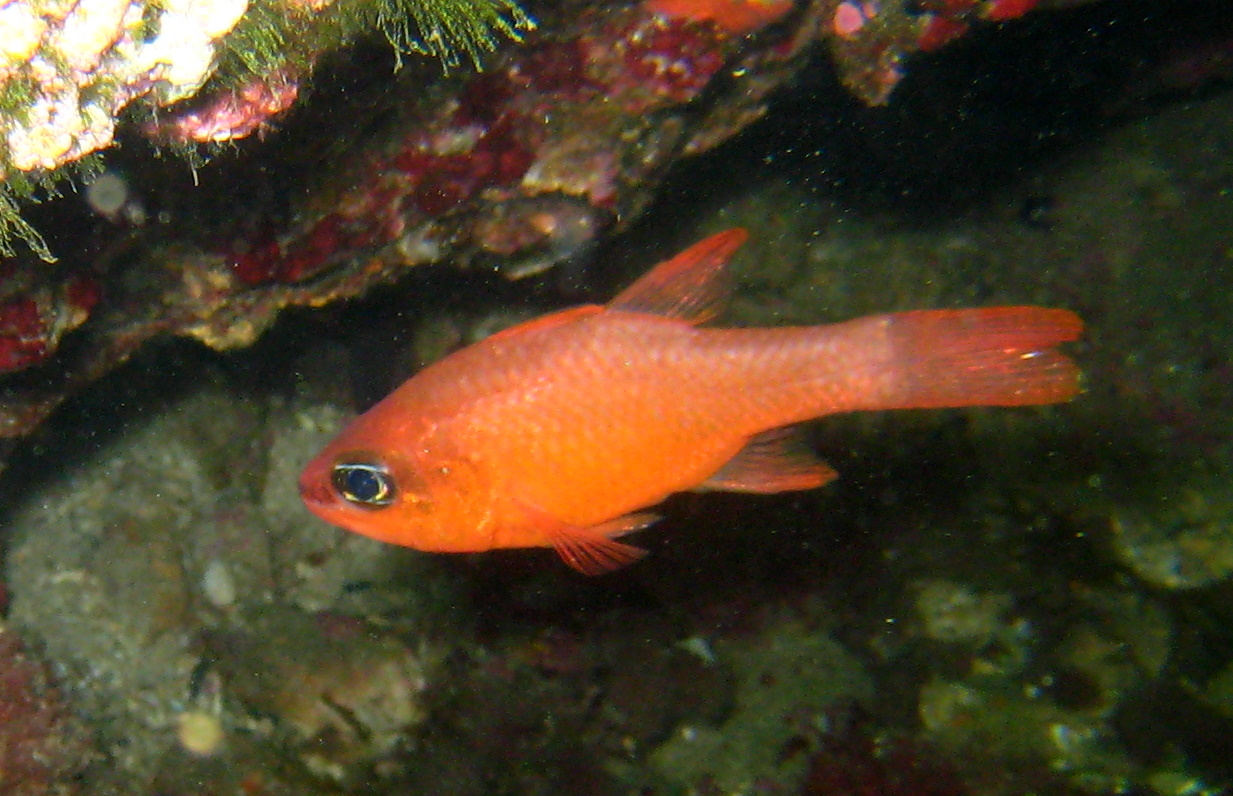
Apogon imberbis
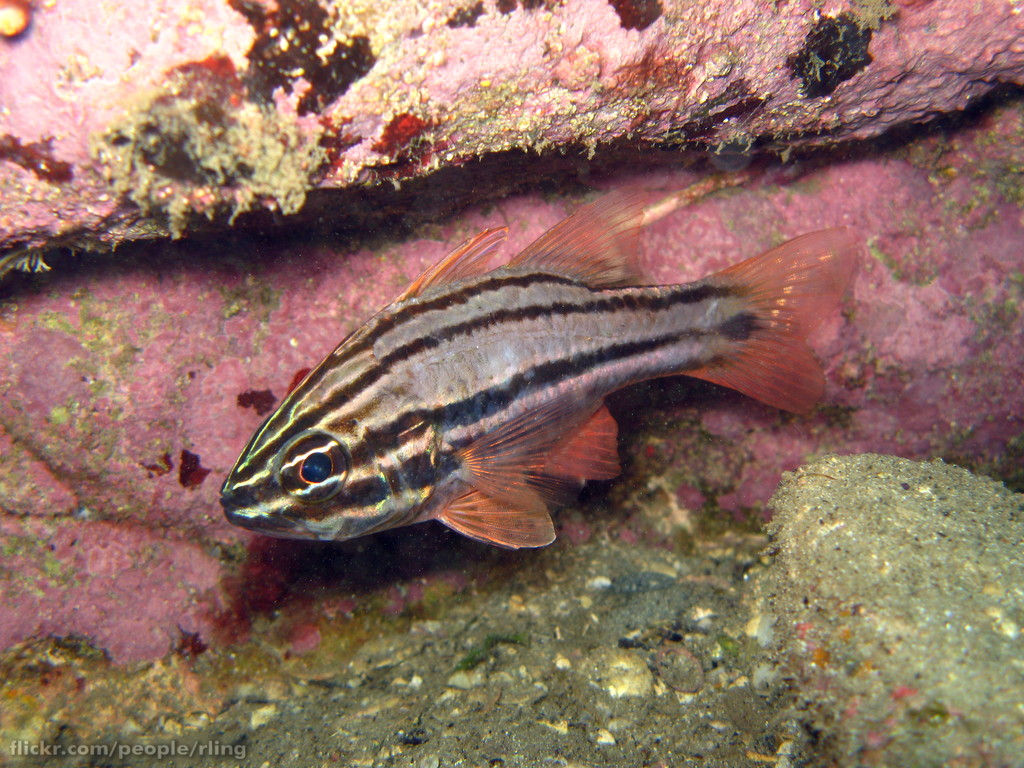
Apogon limenus
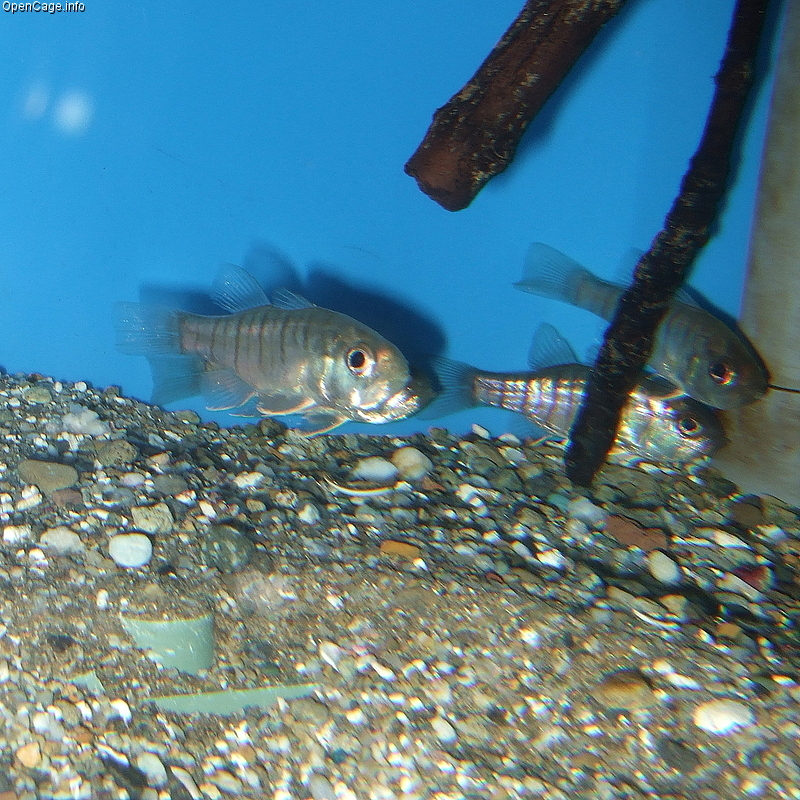
Apogon lineatus
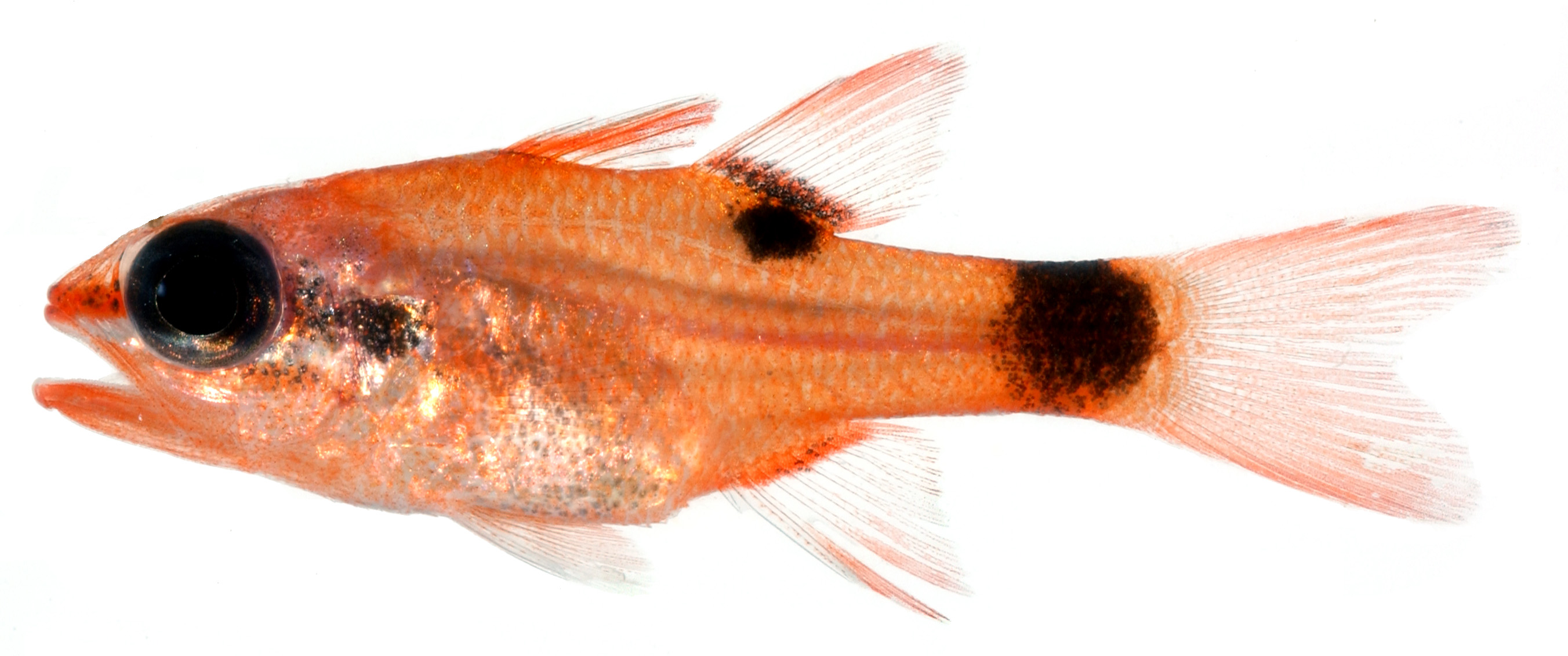
Apogon maculatus
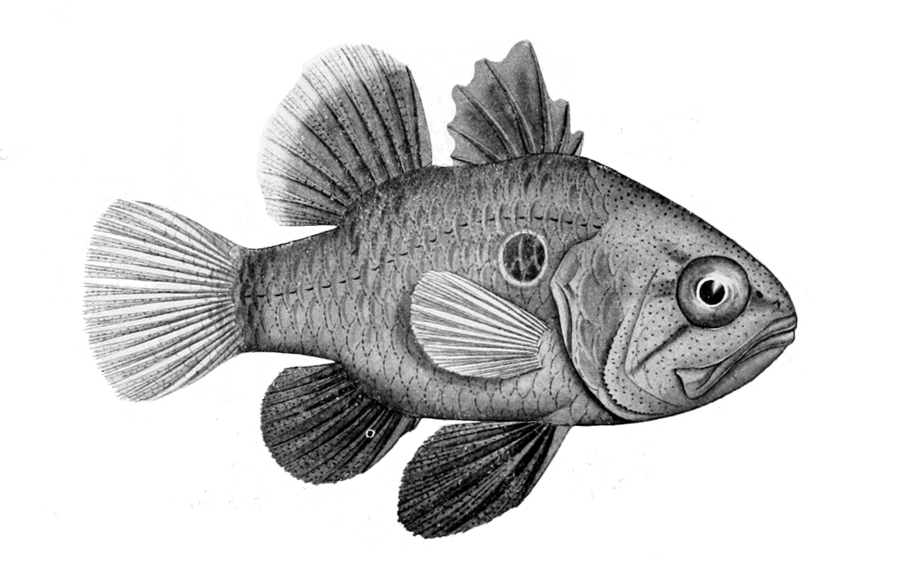
Apogon nigripes
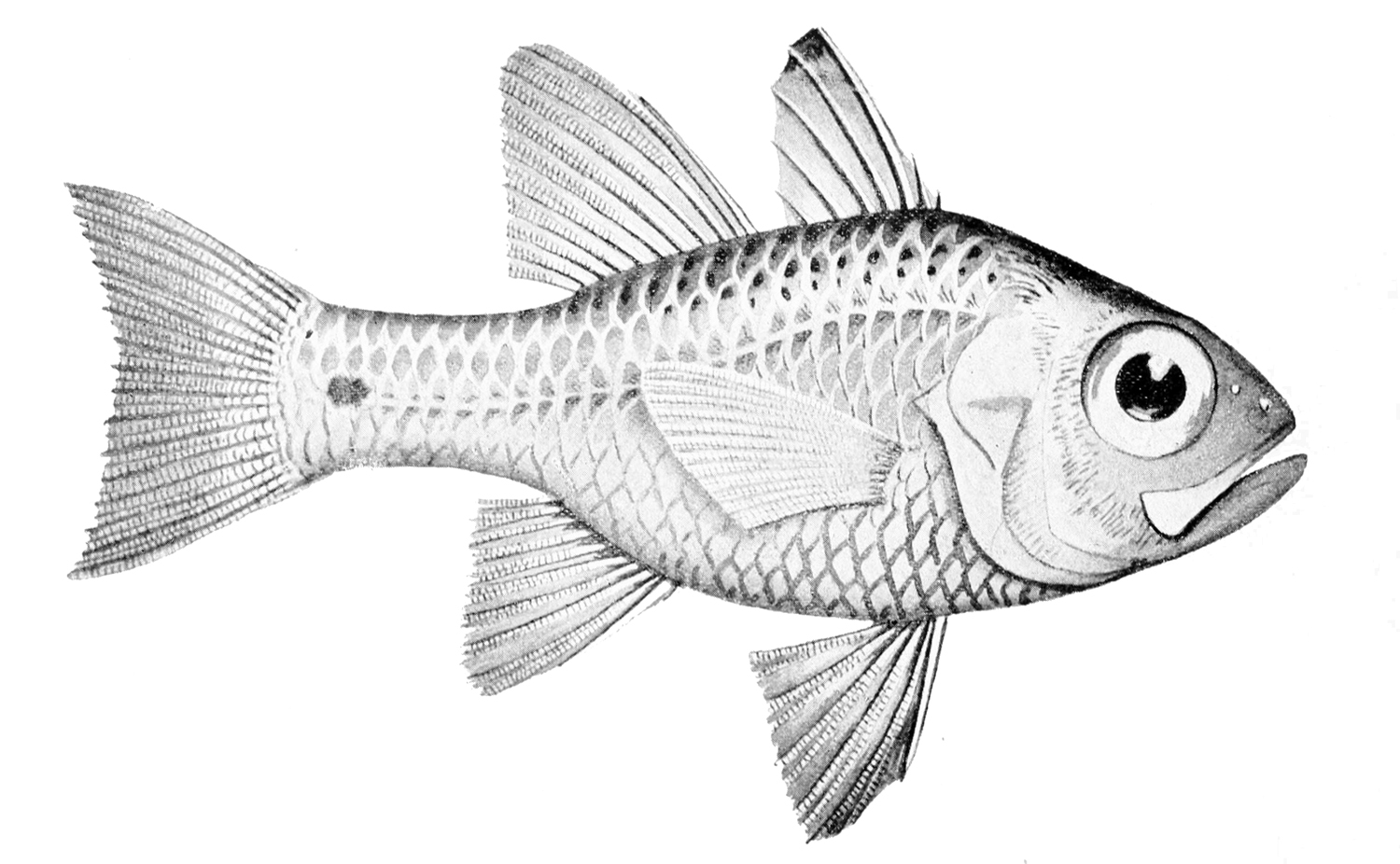
Apogon norfolcensis
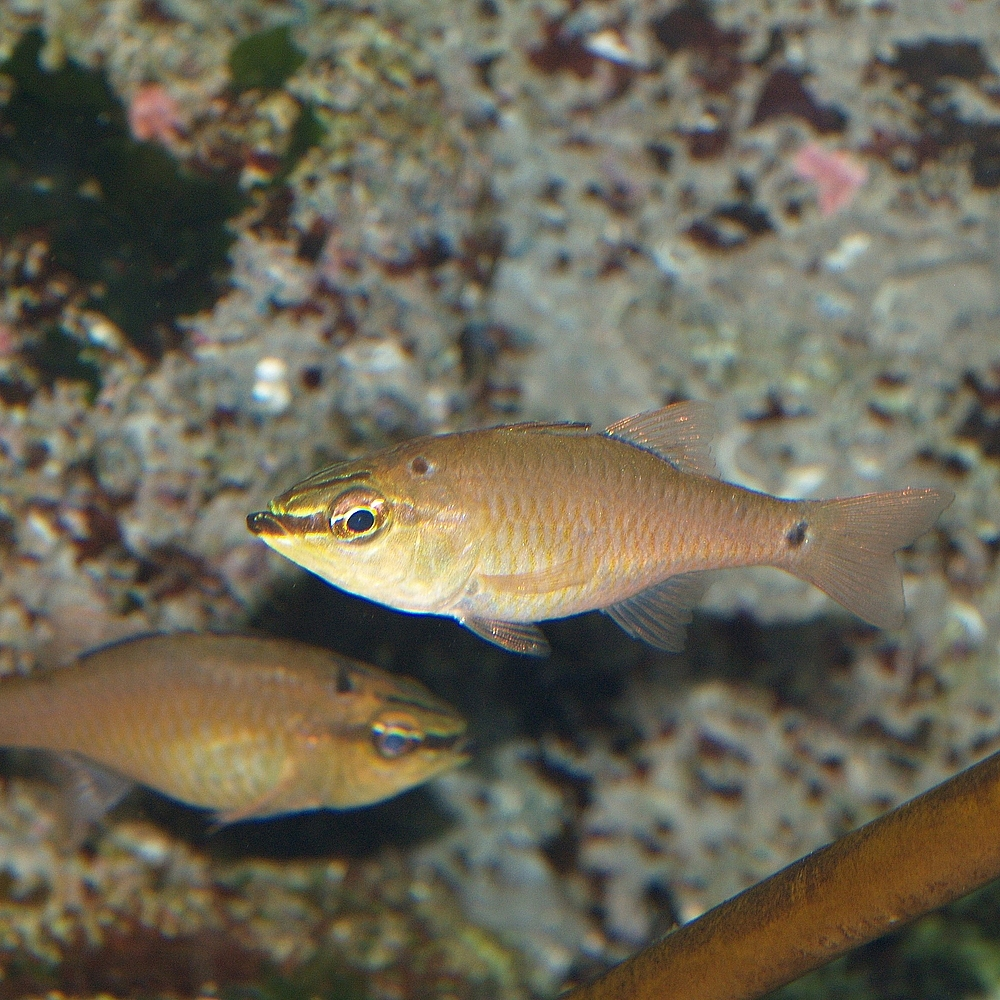
Apogon notatus
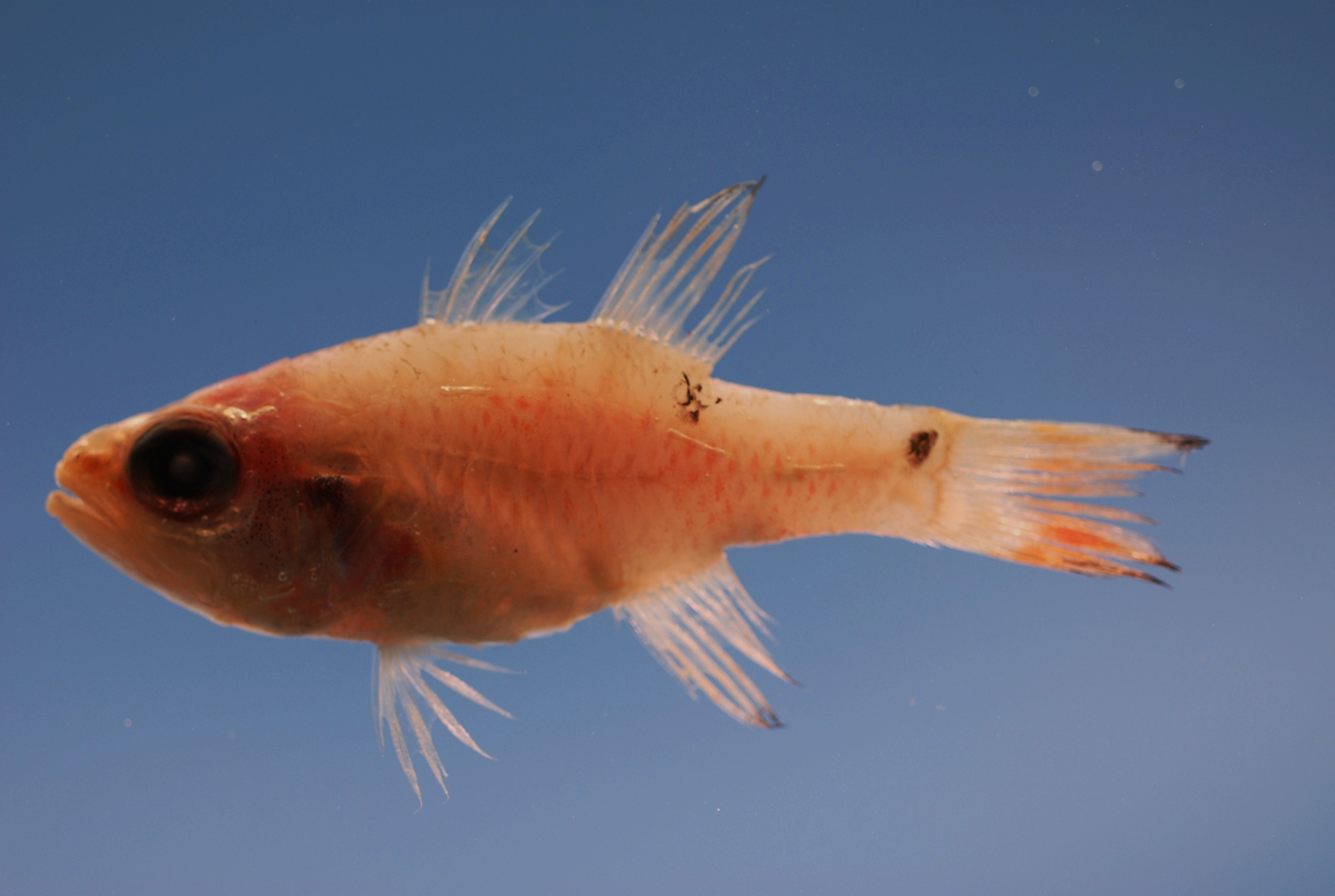
Apogon pseudomaculatus
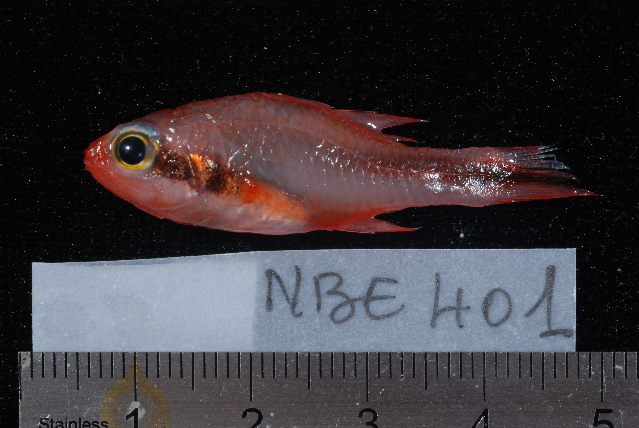
Apogon semiornatus